# Topper (barca a vela)
Il Topper è una barca a vela a deriva mobile disegnata da Ian Proctor. È particolarmente utilizzata per regate giovanili e di principianti in tutto il mondo, specialmente in Inghilterra, dove è una popolare classe junior. L'imbarcazione è una classe velica riconosciuta dall'ISAF e fa parte delle classi veliche giovanili del RYA. Ideato per una persona, può portare tranquillamente un adulto e un ragazzo.

## Descrizione
Uno dei vantaggi del Topper è che il suo scafo è fatto di polipropilene, materiale resistente, flessibile e leggero. Il Topper non richiede manutenzione, si arma facilmente ed è trasportabile sul tetto dell'auto.